# Burg Lockenhaus

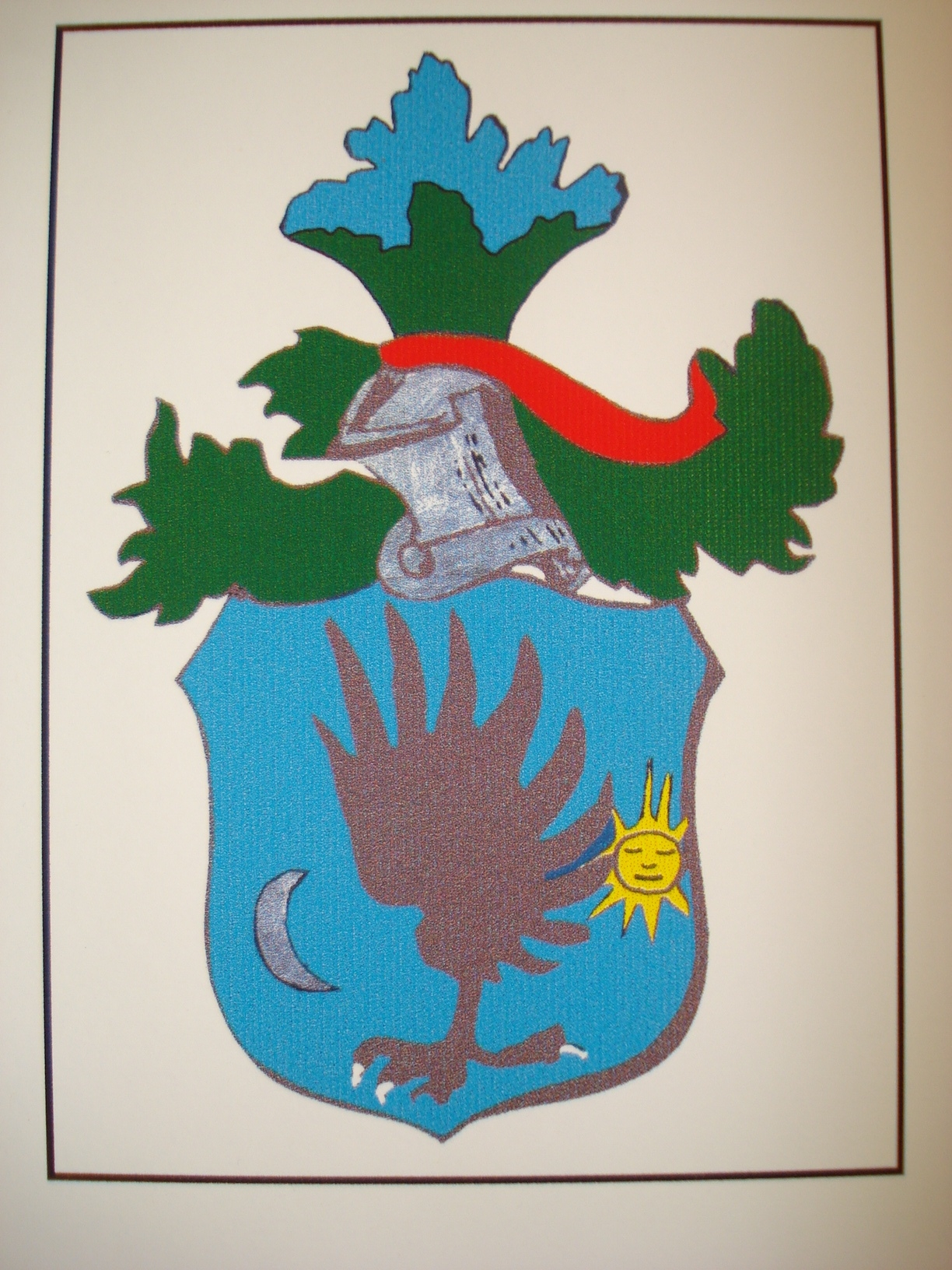
Wappen der Familie Kanizsay, Herren der Burg von 1390 bis 1535

Die Burg Lockenhaus ist eine Höhenburg im mittleren Burgenland in Österreich. Sie steht im Günser Gebirge im grenzüberschreitenden Naturpark Geschriebenstein-Írottkő am Rande der Ortschaft Lockenhaus auf einem Felsriegel am Günsbach und gehört damit zum Typus der Höhenburg.

## Geschichte
Die erste urkundliche Erwähnung von Burg Lockenhaus stammt aus dem Jahr 1242. Erbaut wurde sie um das Jahr 1200 und trug zunächst den Namen „Leuca“. Die ältesten Teile sind der Bergfried und die Ringmauer der Kernburg. Etwas jünger ist der Kapellenturm und die zweischiffige gotische Säulenhalle des Rittersaals. In den Laibungen der Fensternischen der Burgkapelle befinden sich Fragmente von Fresken aus dem 13. Jahrhundert. Diese sind die ältesten Fresken an einem Wehr- oder Profanbau im Burgenland.
Von 1270 bis 1337 werden die Grafen von Güssing (Johann I. von Héder) als Besitzer genannt. Zwischen dem 14. und 17. Jahrhundert gehörte sie den Familien Kanizsay (1390 bis 1535) und Nádasdy (1535 bis 1672). Nach der Tötung von Franz III. Nádasdy wurde die Burg an Nikolaus Draskovich verpfändet. 1676 ging sie in den Besitz der Familie Esterházy über, die bis 1968 die Burgherren blieben.
1968 erwarben Paul Anton Keller und seine Frau die Burganlage, die sich damals in sehr schlechtem Zustand befand. Unter Einsatz ihres gesamten Privatvermögens begann die Familie deren Renovierung, die nach dem Tod Paul Anton Kellers im Jahr 1976 von der Prof. Paul Anton Keller-Stiftung-Burg Lockenhaus weitergeführt wurde. Insgesamt wurden seit 1968 elf Millionen österreichische Schilling in die Renovierung der Bauten investiert.
Seit 1981 findet hier und in der örtlichen Pfarrkirche jährlich im Juli das Kammermusikfest Lockenhaus statt, mitbegründet und bis 2011 geleitet vom Violinisten Gidon Kremer, der weiter mitwirkt, die Leitung aber an den Violoncellisten Nicolas Altstaedt übergab.
2023/2024 wurde eine große Figur des Fabelwesens Drache aufgestellt.

## Templerburg oder nicht?
Mit der Burg Lockenhaus ist die Kontroverse verbunden, ob es sich ursprünglich um eine Ordensburg des Templerordens gehandelt haben könnte. Während zahlreiche Historiker das Wirken dieses Ordens in Österreich bestreiten, hat der Buchautor Gerhard Volfing Indizien gesammelt, die für die Theorie einer Templerburg sprechen. So finden sich an der Decke des sogenannten Kultraums Steinmetzzeichen, die in dieser Art auch in Templerburgen in Spanien und Portugal zu finden sind. Den Schlussstein im Kultraum findet man auch in einer Kapelle in England. Volfing meint zudem, in den Fresken der Burgkapelle einen Patriarchen samt einem Tempelritter zu erkennen.
Entgegen der Darstellung Volfings deuten andere Burgenforscher den Kultraum unter dem Burghof als die ehemalige Zisterne der Anlage. Sie ist eine der aufwendigsten, welche die romanische Baukunst in Mitteleuropa hervorgebracht hat. Möglicherweise diente die kleine Halle auch als Unterkirche, Schatzkammer oder Gefängnis.

## Beschreibung
Die Burg Lockenhaus besteht aus einer Vorburg und einer dahinter liegenden Kernburg. Eine umfassende Erforschung der Bausubstanz hat bis heute nicht stattgefunden. Neben dem Kapellenturm aus spätromanischer Zeit ist auch noch der Bergfried nahe dem Tor zur Kernburg aus der frühen Bauzeit erhalten.

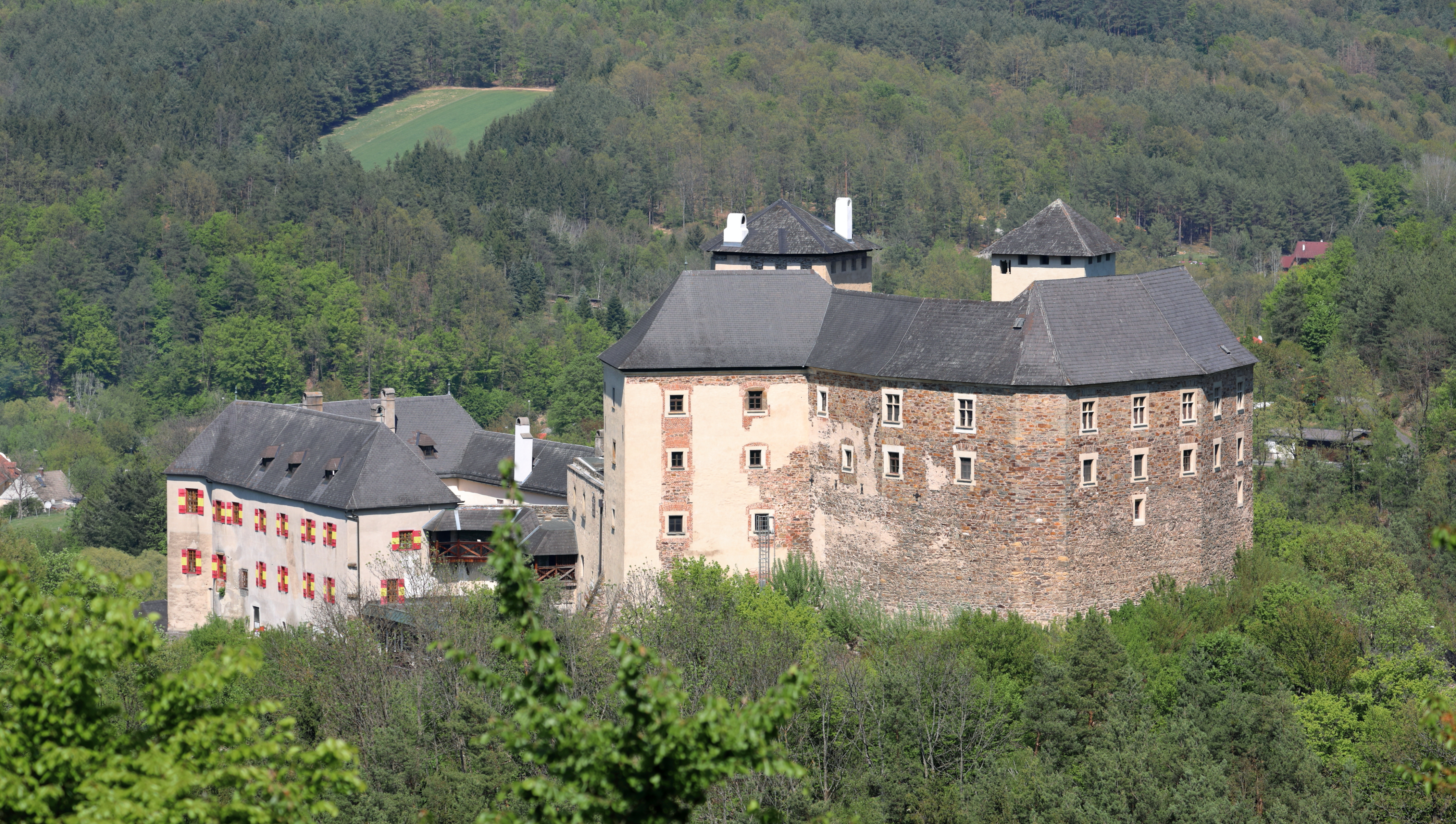
Südwestansicht
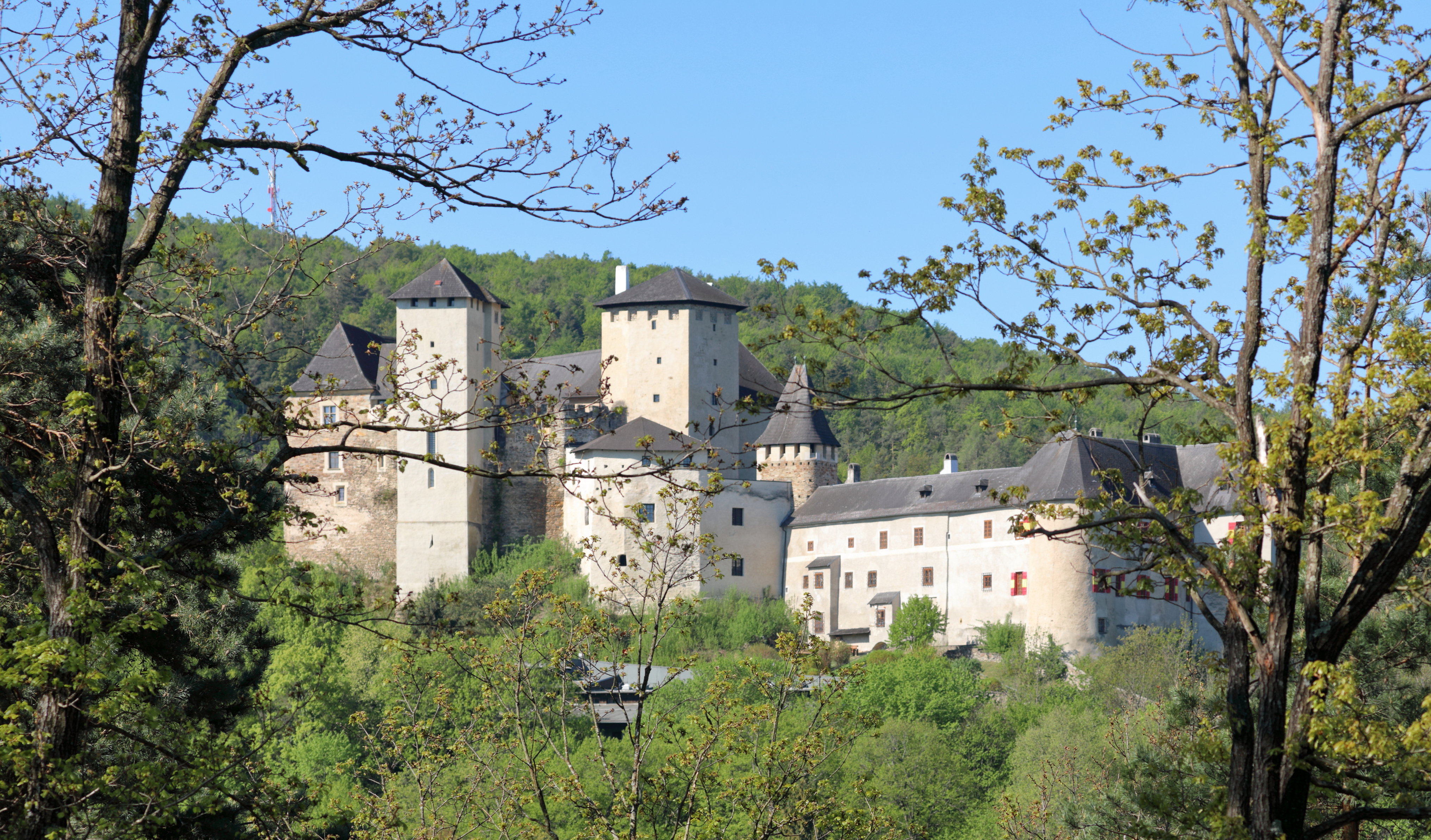
Nordostansicht
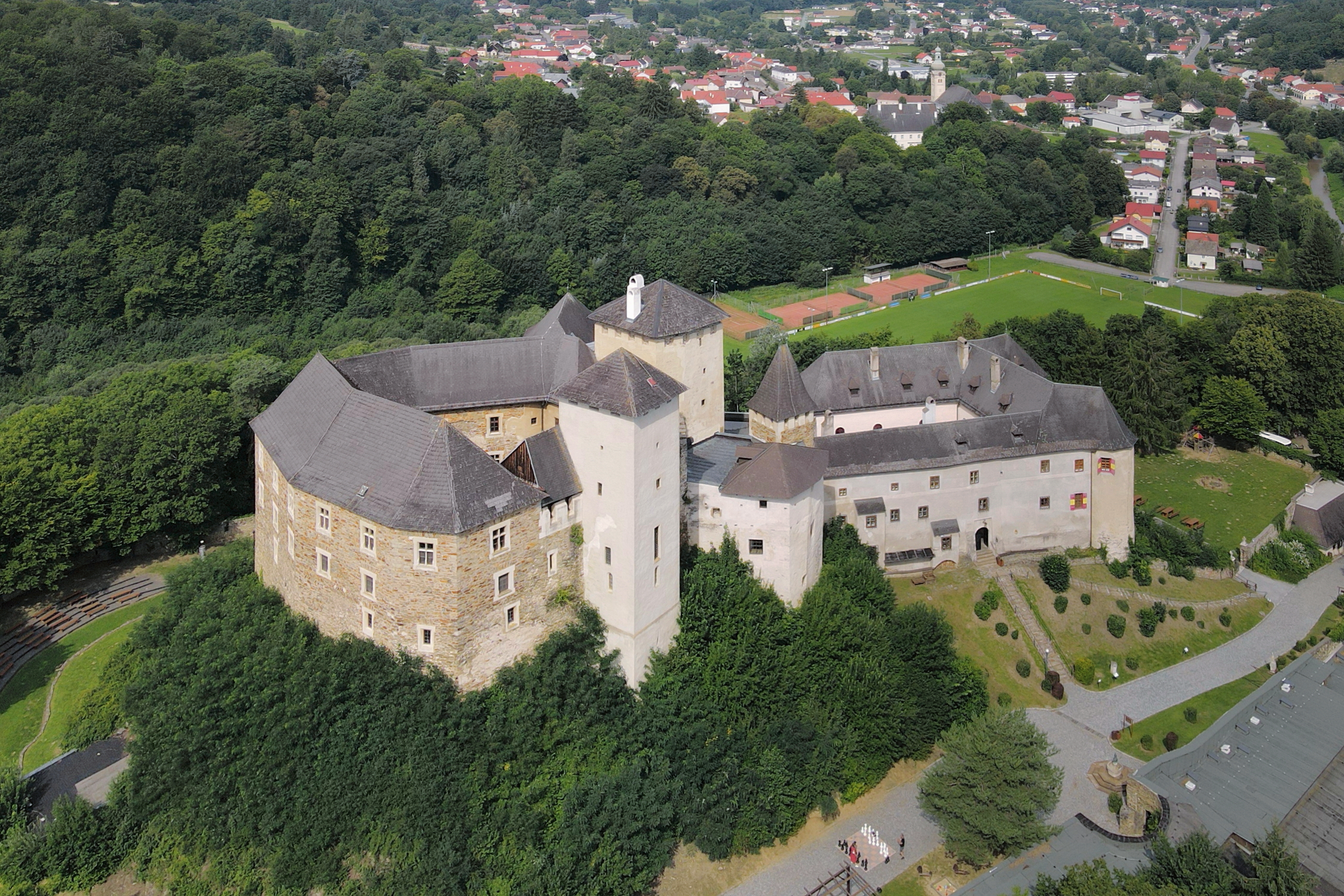
Südostansicht
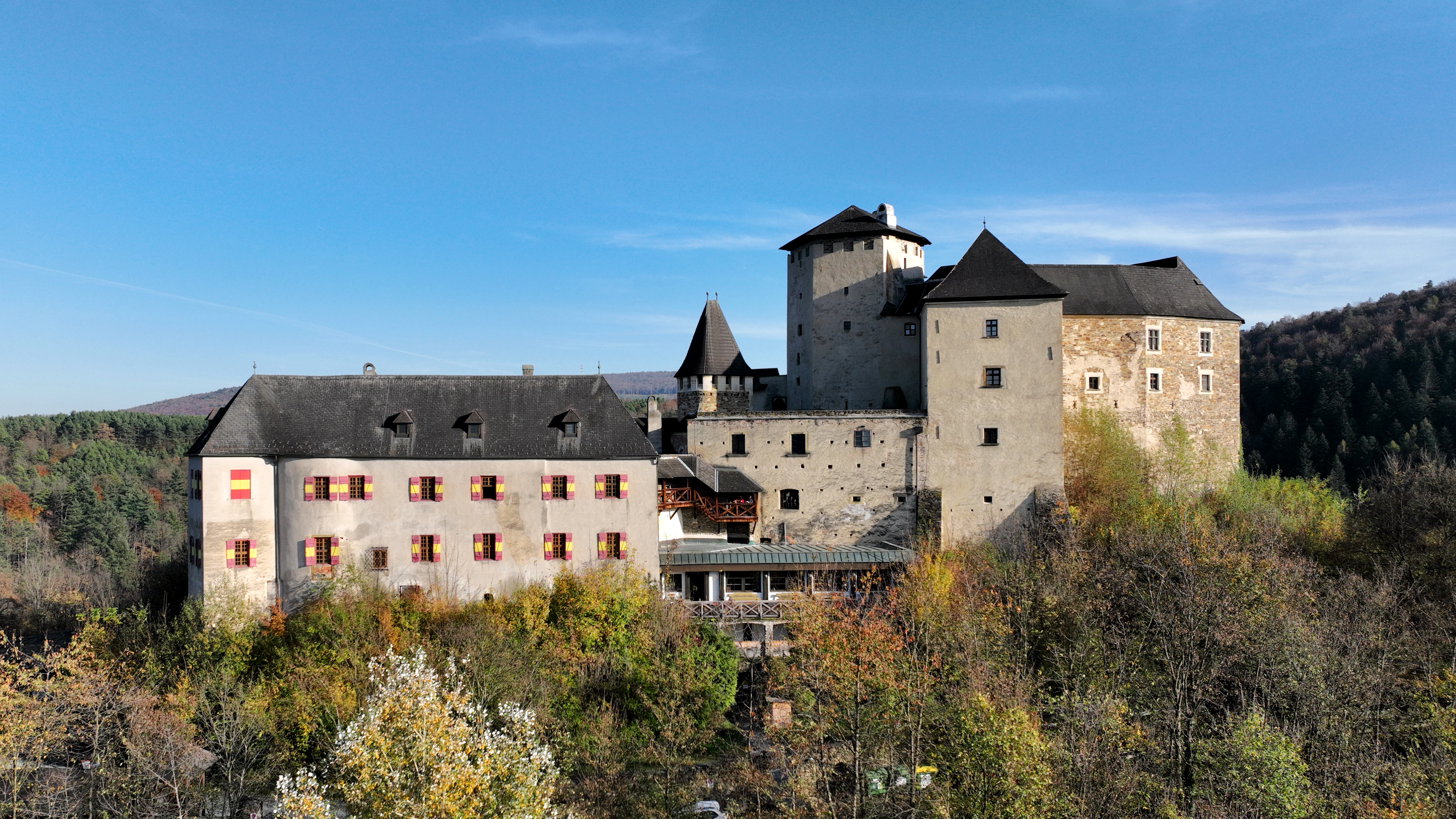
Westansicht
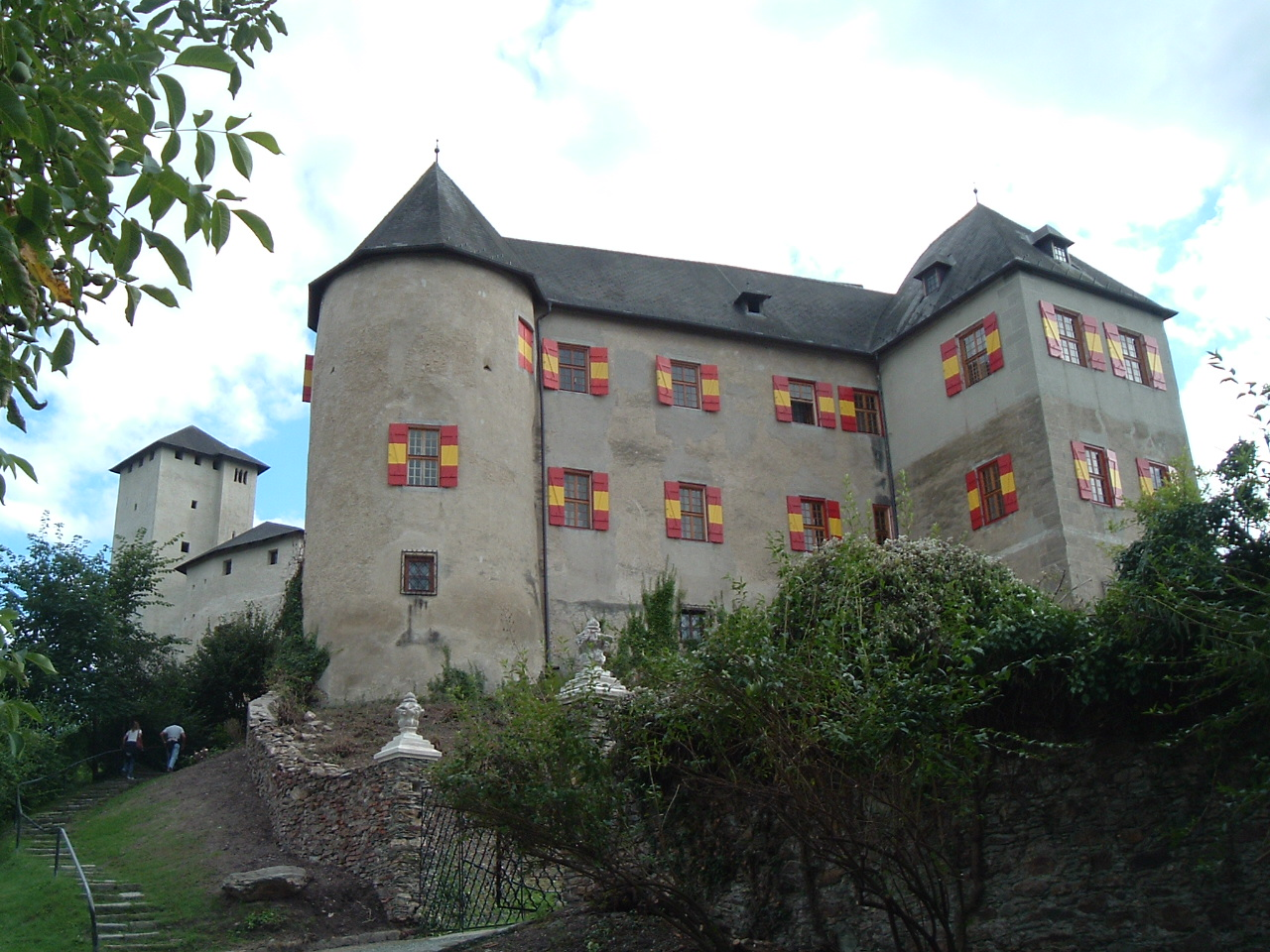
Westansicht
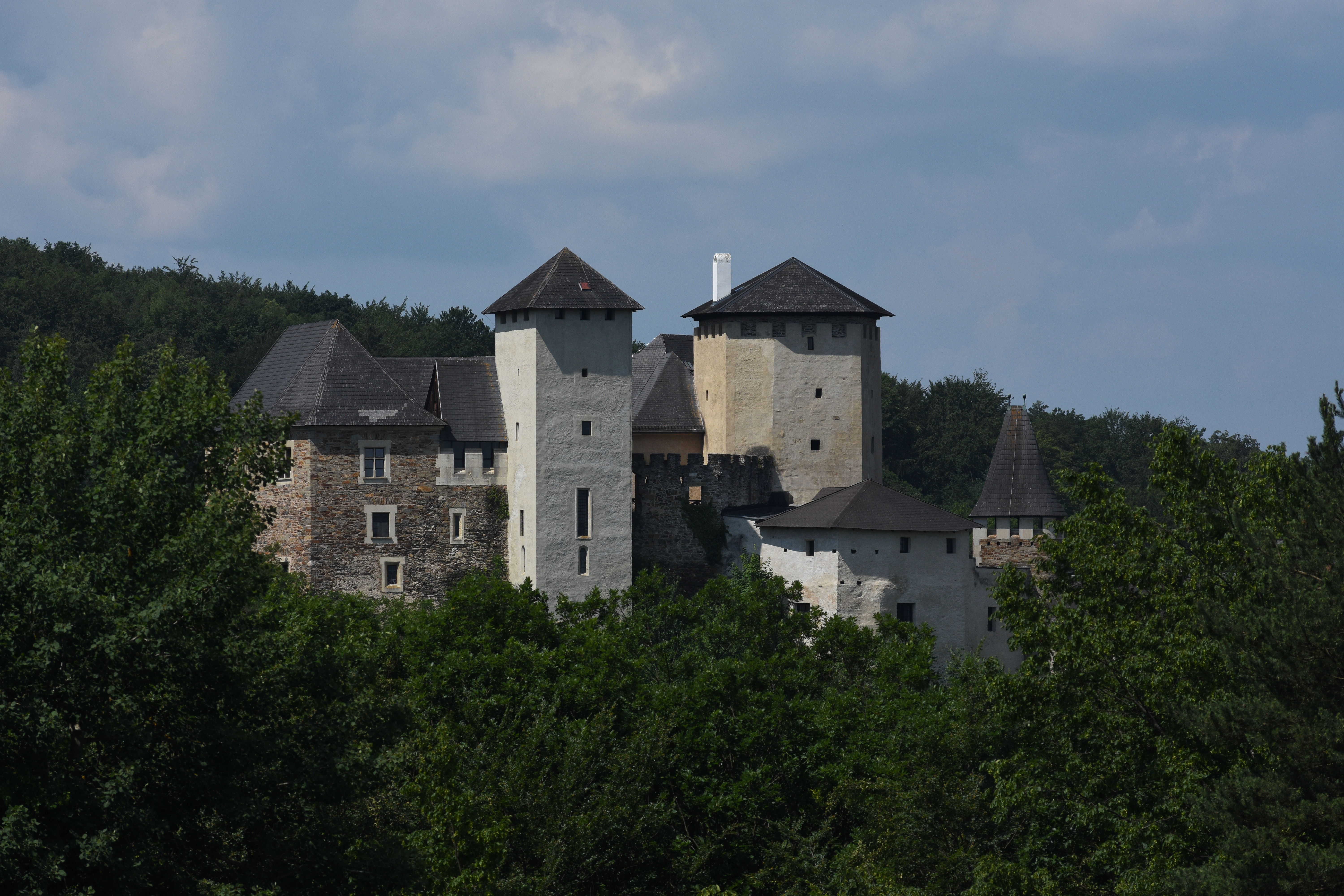
Ostansicht
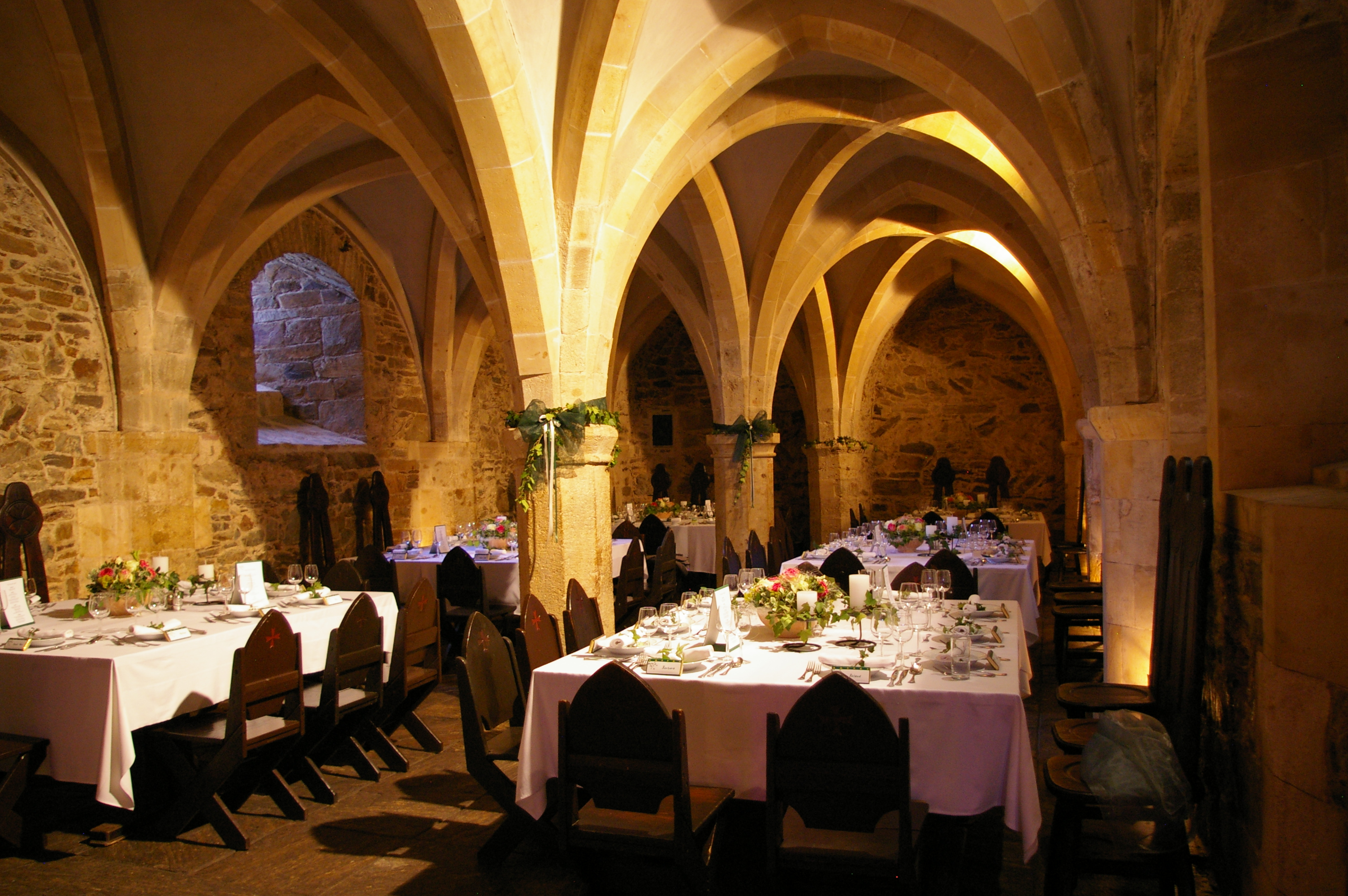
Rittersaal
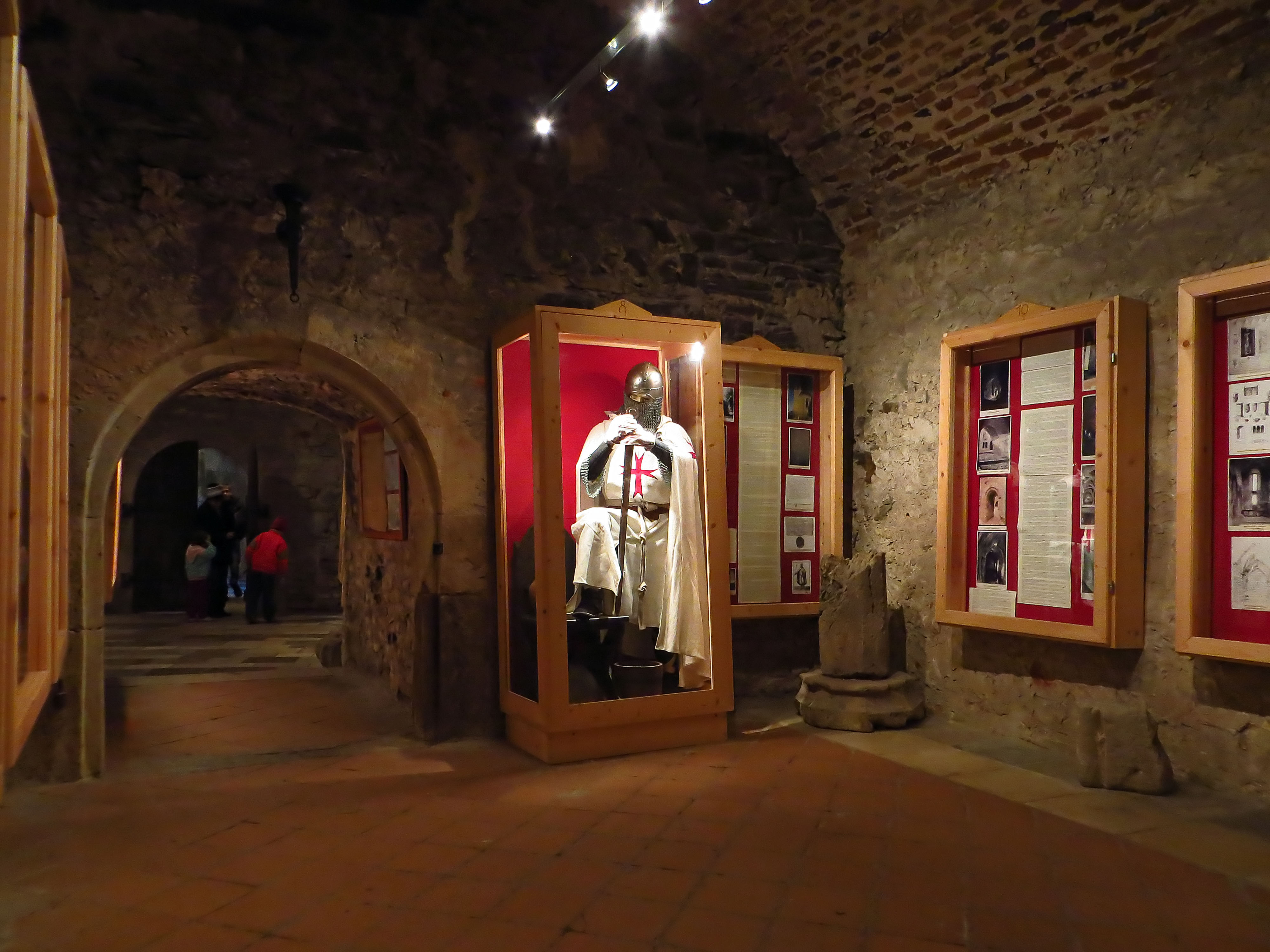
Rundgang
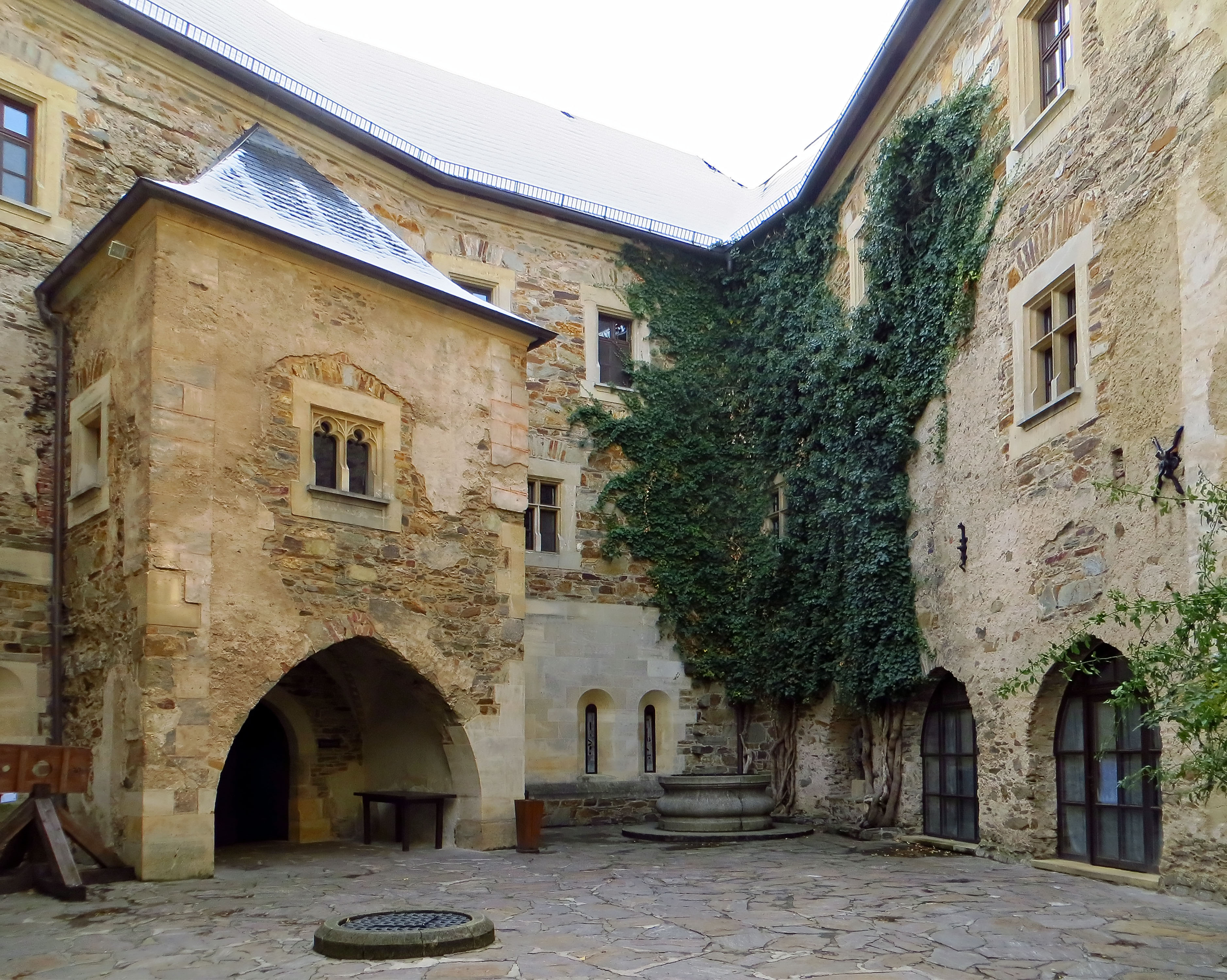
Innenhof mit Brunnen
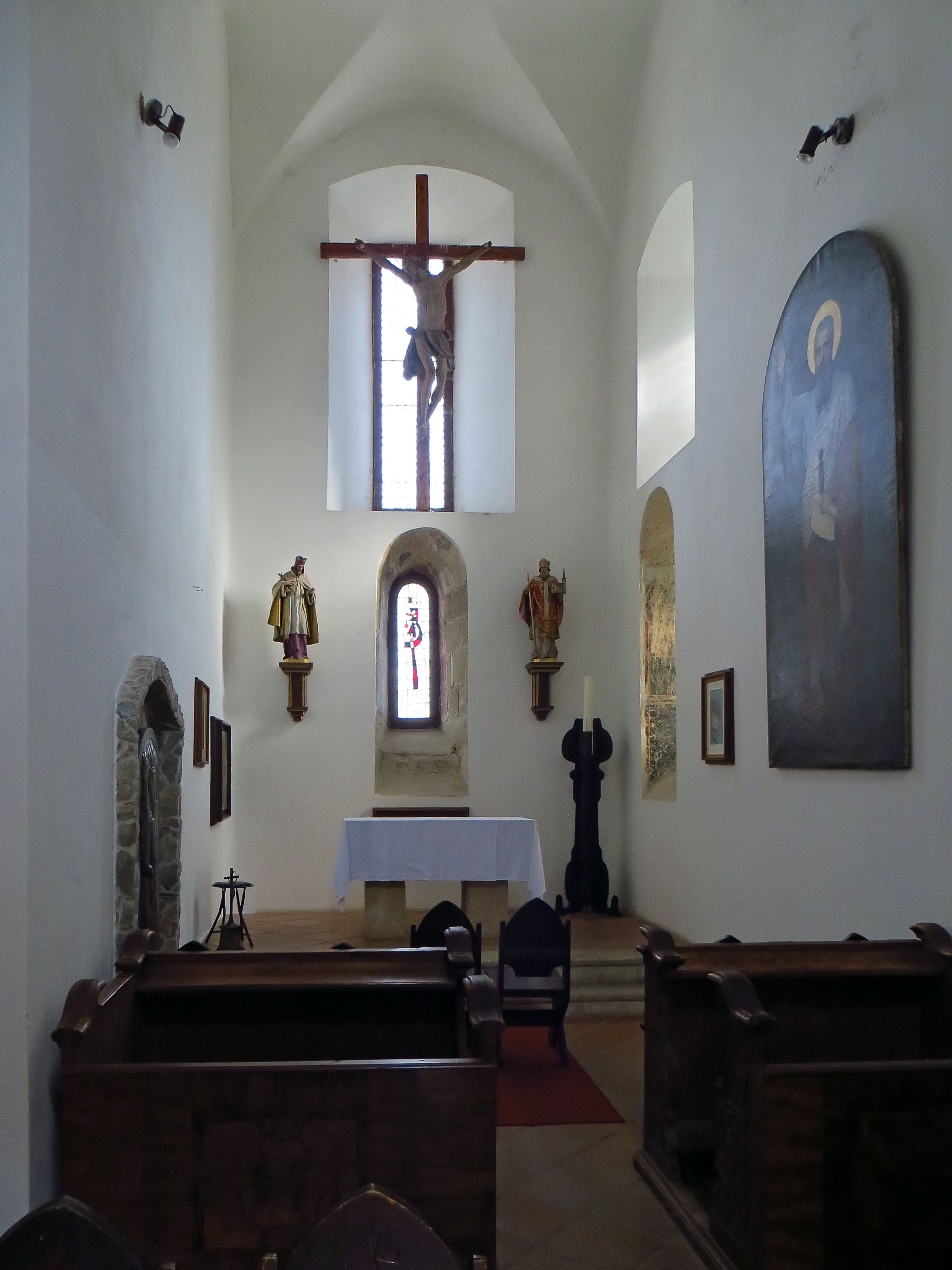
Kapelle
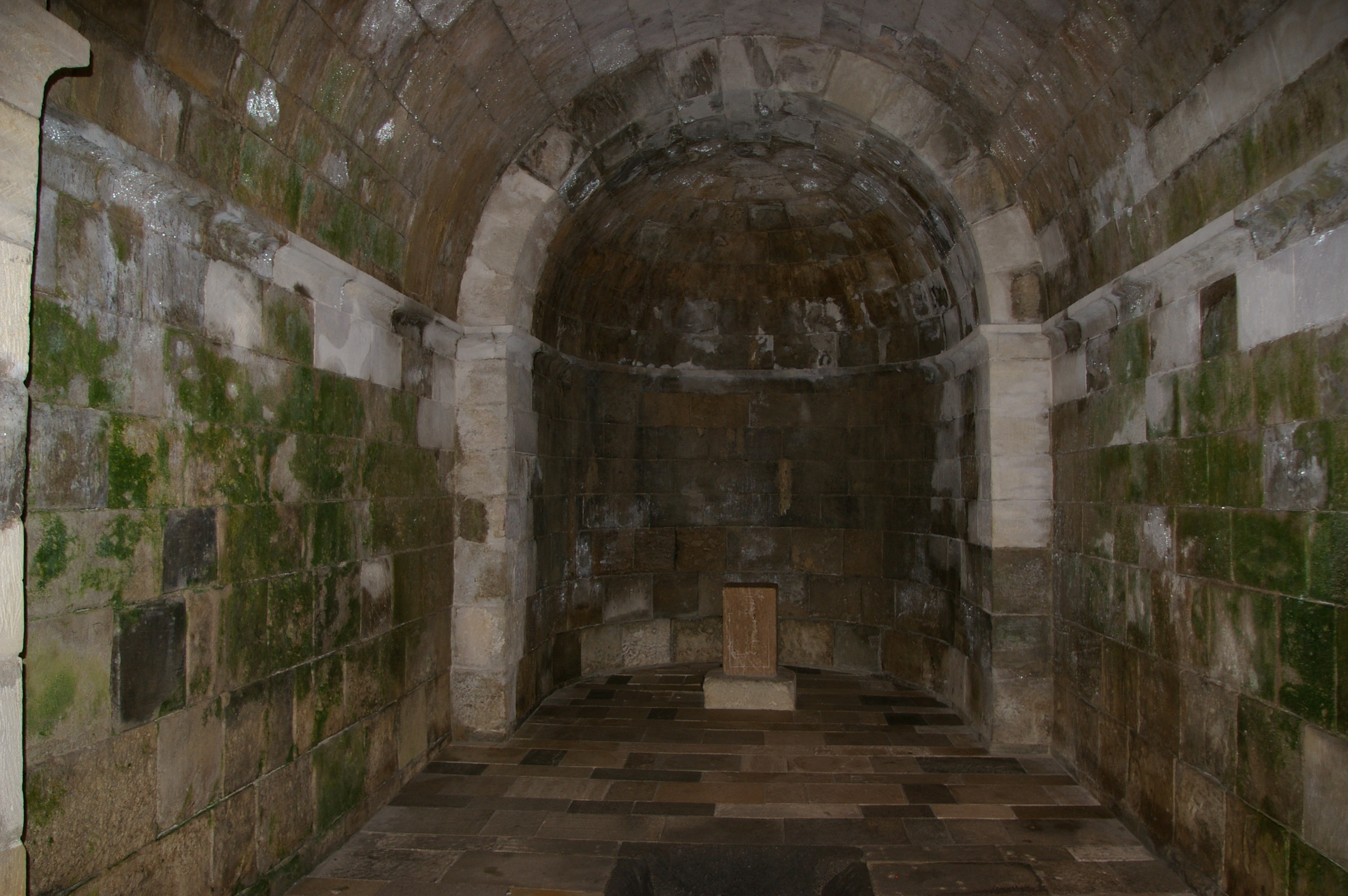
Kultraum
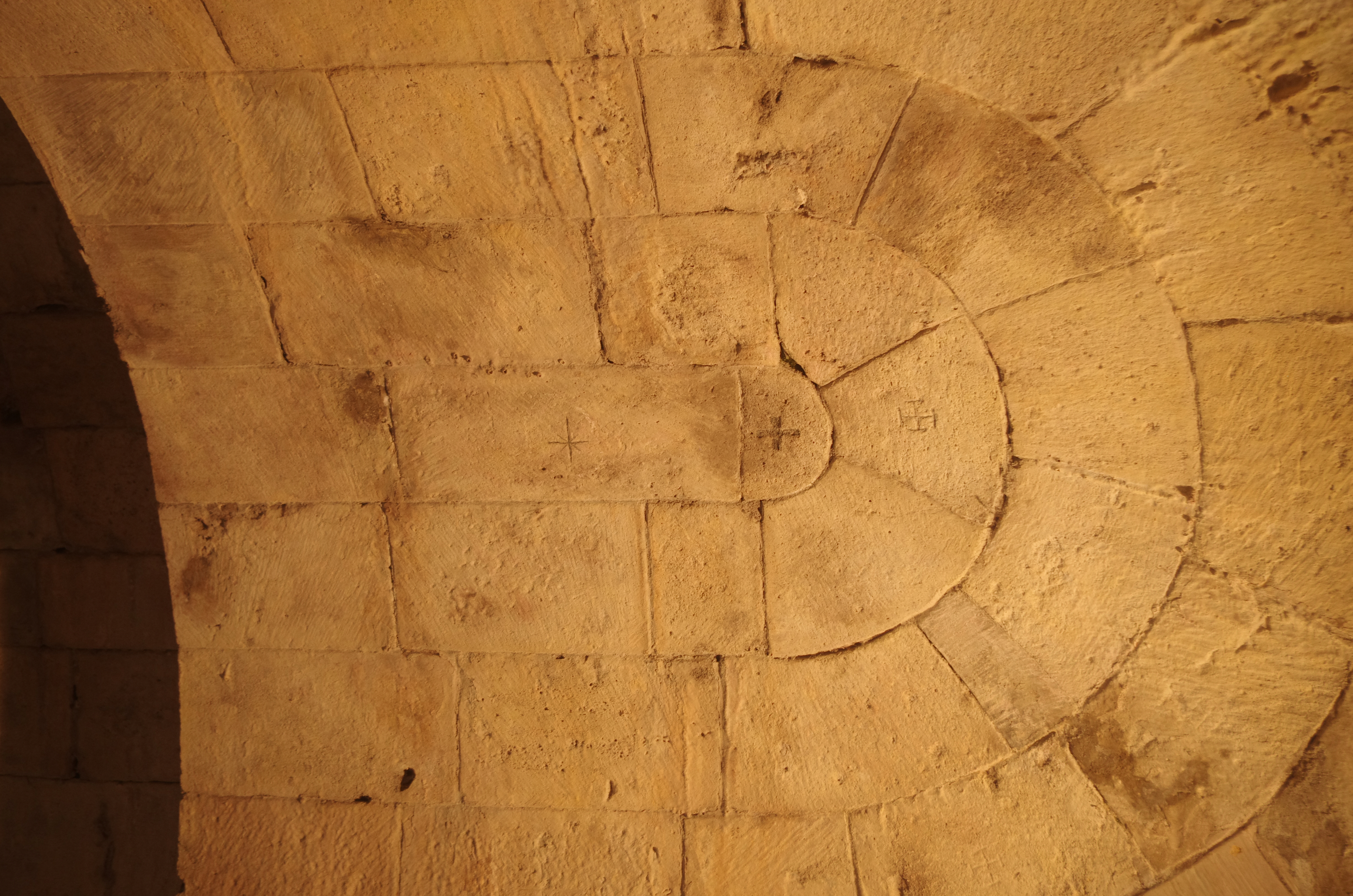
Steinmetzzeichen im Gewölbe des Kultraums
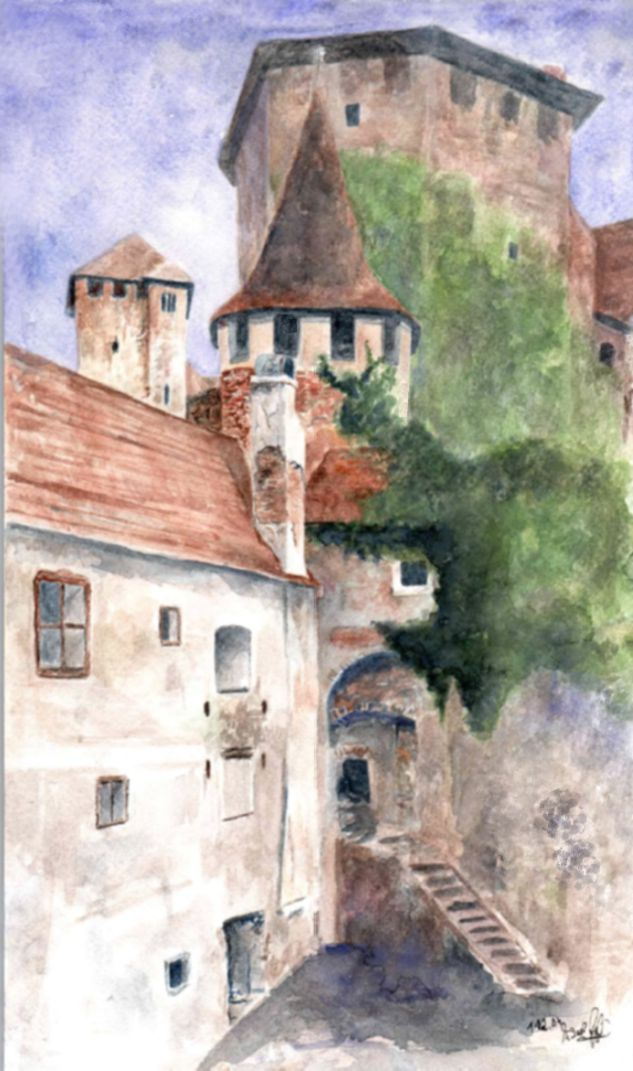
Aquarell vom unteren Burghof 1969
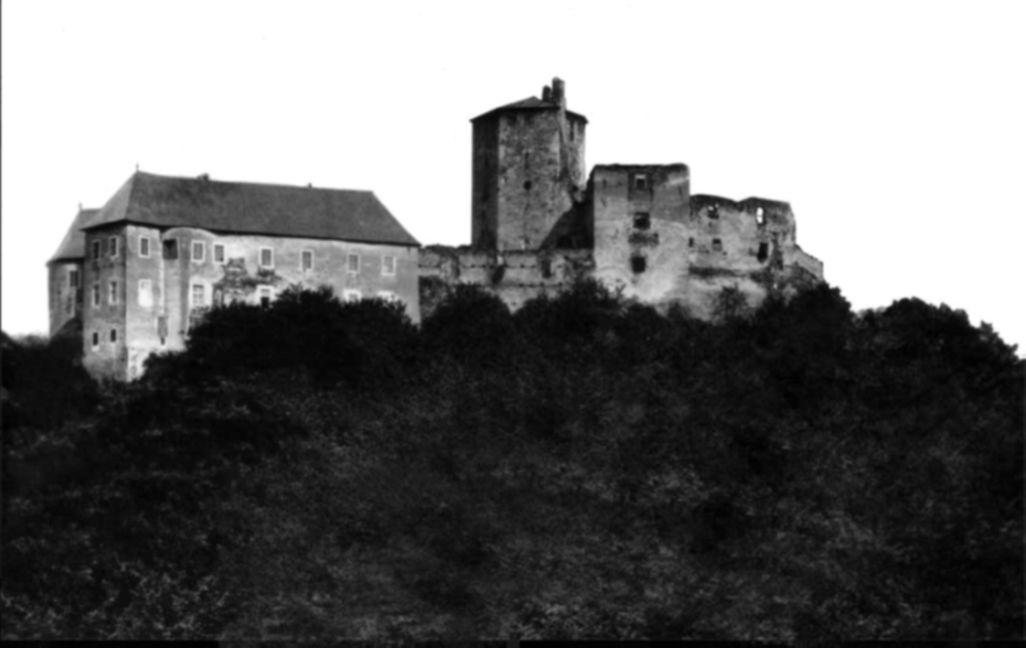
Blick vom Ort Lockenhaus auf die ruinöse Hochburg (um 1900)
- Detailstudie eines Fensters über dem Rittersaal